# 艾尔德什迈奇凯
艾尔德什迈奇凯，是匈牙利巴兰尼亚州所辖的一个村。总面积26.44平方公里，总人口408，人口密度15.4人/平方公里（2011年1月1日）。